# Prince of Persia: Warrior Within
Prince of Persia: Warrior Within („Princ z Persie: Válečník tělem i duší“ nebo „Princ z Persie: Válečník každým coulem“) je pátým pokračováním počítačové hry Prince of Persia. Byla vydána v roce 2004 a navazuje na předchozí hru v sérii (Prince of Persia: The Sands of Time).

## Příběh
Děj hry se odehrává 7 let po událostech Písků času. Přestože princ vrátil Písky i Dýku času na původní místo, porušil časovou přímku. Strážce času Dahaka tím není potěšen a chce prince zabít a z času ho úplně vymazat. Princ se proto rozhodne odcestovat na Ostrov času, pomocí portálů na něm odcestovat do minulosti a zabránit Císařovně času ve stvoření Písků času.

## Souboje
Oproti Pískům času se zde nachází několik novinek. Hlavní z nich jsou bojová komba. Dále se rozrostl počet zbraní ve hře. Zbraně se dělí na hlavní zbraň, ta se vám vylepšuje v průběhu příběhu, a na vedlejší zbraně, ty můžete nebo nemusíte používat a tím ovlivníte některá komba. Vedlejší zbraně můžete po svých nepřátelích házet. Nové zbraně se nachází buď ve stojanech se zbraněmi nebo také lze zbraň odebrat svému nepříteli, buď přímo během souboje za využití komb a zároveň mu uštědřit smrtící ránu (nelze to udělat do té doby dokud nemá málo životů), nebo ji můžete sebrat ze země poté co váš nepřítel umře. Vedlejší zbraně se dělí na několik typů, meče, sekery, palice a dýky a celkem jich je 51. Mečů je celkem 18, seker 14, palic 8 a dýk 6. Ve hře se také nachází skryté zbraně. Těch je celkově 5. Hlavních zbraní je celkem 7. Kromě postupu z první "tutoriálové" zbraně na druhou zbraň, je zbraň vždy lepší než ta předchozí. Kromě jedné hlavní zbraně máte stoprocentní šanci na získání všech hlavních zbraní. Tu poslední můžete získat pouze při odemčení alternativního konce. Jak hlavní zbraně tak i vedlejší zbraně mají svá jména.

## Životy
Životy si doplníte vždy, když se napijete nějaké vody. Pít můžete z různých jezírek kterými procházíte, nebo ve většině případů si životy doplňujete pitím z fontánek. Ve fontánkách si nejenom že dopníte životy, ale také si po napití z libovolné fontánky můžete uložit aktuální pozici ve hře. Fontánky nejsou ve hře umístěny rovnoměrně, někde jsou daleko od sebe, někde zase blízko. Životy si vždy princ doplní do maximálních hodnot.
Životy si lze i navyšovat. To lze pomocí portálů do kterých princ umístí amulet který má umístěn na své hrudi. Tyto portály jsou vždy na tajných místech a lze je objevit pouze v minulosti. Při navýšení životů se vám i plně doplní vaše momentální zdraví.

## Časové portály
Pomocí časových portálů se pohybujete mezi minulostí a současností. Portály jsou důležité pro průběh příběhu (v minulosti se vám odemykají nové cesty, které jsou v současnosti nedostupné a naopak). Portály odemykáte pomocí zmáčknutí čtyř tlačítek ve správném pořadí, při špatně zmáčknutém tlačítku se vám ostatní tlačítka vypnou a musíte začít od znova.

## Manipulace s časem
Princ dokáže manipulovat s časem pomocí písků času. Ty získáváte z nepřátel nebo vám mohou čas od času padnout z nádob, které můžete ničit. Postupem ve hře si odemykáte nové možnosti jak manipulovat s časem. Z počátku můžete čas pouze vracet o pár vteřin dozadu a vyprázdní vám jednu nádobu na čas, nové nádoby si také odemykáte postupem času. Nové funkce si odemknete, když poprvé projdete nově otevřeným časovým portálem, stejným způsobem si můžete odemknout novou nádobu na písky času. Odemknete si například zpomalení času nebo tlakovou vlnu kterou shodíte okolní nepřátele, když jste v obklíčení.

## Alternativní konec
Hru lze dohrát i alternativním koncem, kdy princ místo s Císařovnou času bojuje s Dahakou. Pro tento alternativní konec musí princ vzít vodní meč, který se nachází v sále přesýpacích hodin po získání všech devíti Life upgrade (zvětšení života). Ty se nachází vždy na nějakém tajném místě a v minulosti.